# Šing Huina
Šing Huina (kitajsko: 邢慧娜; pinjin: Xíng Huìnà), kitajska atletinja, * 25. februar 1984, Hanting, Veifang, Ljudska republika Kitajska.
Nastopila je na poletnih olimpijskih igrah leta 2004, kjer je dosegla uspeh kariere z osvojitvijo naslova olimpijske prvakinje v teku na 10000 m, v teku na 5000 m je bila deveta.